# 6241 Ґаланте
6241 Ґаланте (6241 Galante) — астероїд головного поясу, відкритий 4 жовтня 1989 року.
Тіссеранів параметр щодо Юпітера — 3,225.